# Diócesis de Concordia
La diócesis de Concordia (en latín: Dioecesis Foroconcordiana) es una circunscripción eclesiástica de la Iglesia católica en Argentina. Se trata de una diócesis latina, sufragánea de la arquidiócesis de Paraná. Desde el 21 de junio de 2023 su obispo electo es Gustavo Gabriel Zurbriggen.

## Territorio y organización

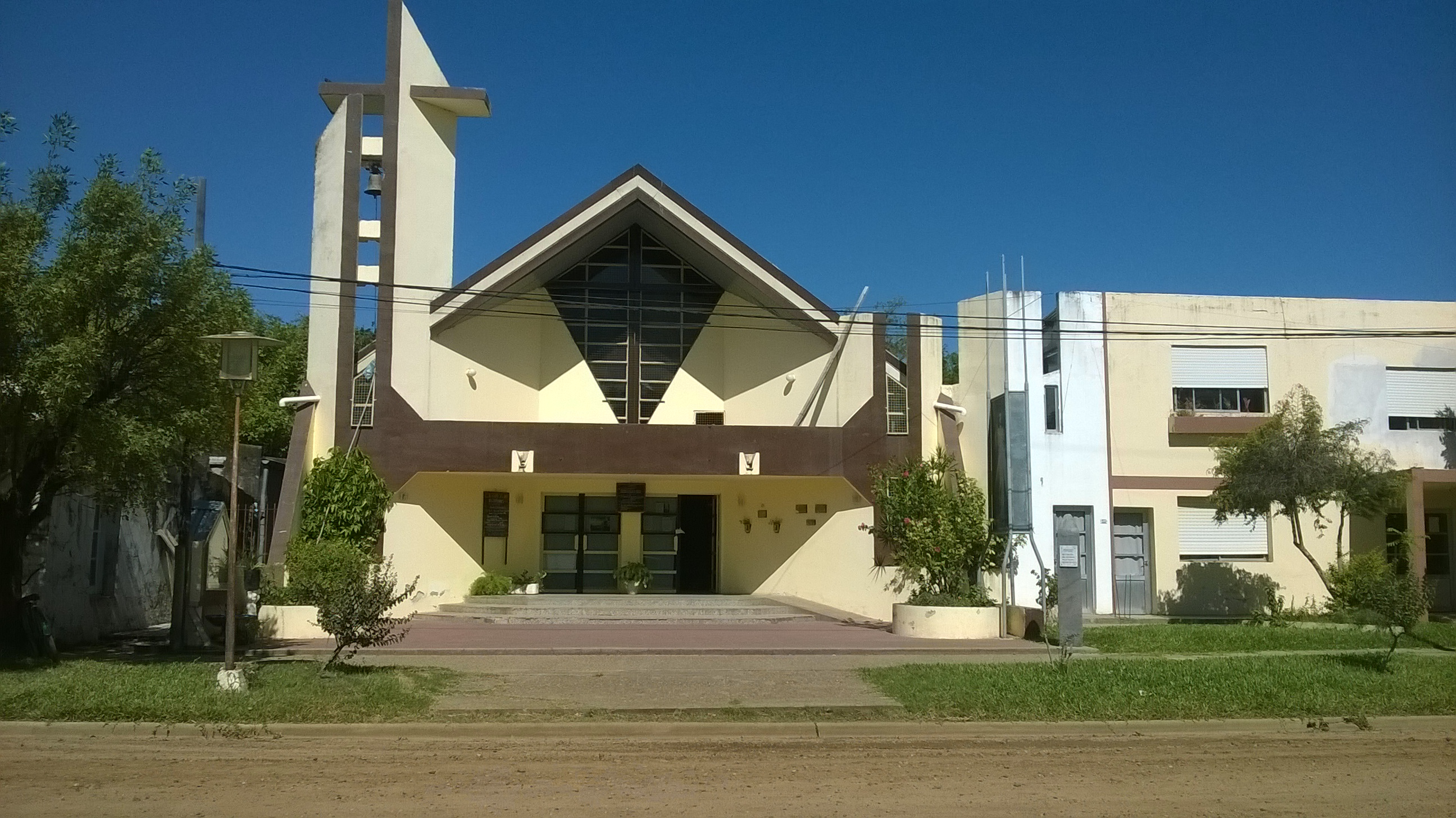
Parroquia Sagrado Corazón de Jesús, San Jaime de la Frontera

La diócesis tiene 15 000 km² y extiende su jurisdicción sobre los fieles católicos de rito latino residentes en la parte de la provincia de Entre Ríos que comprende los departamentos de Concordia, Federación, Colón, Federal (distritos Chañar, Francisco Ramírez, Diego López que pertenecieron al departamento Concordia antes de crearse el de Federal) y San Salvador (excepto el distrito Walter Moss que pertenecía al departamento Villaguay al momento de la creación del departamento San Salvador). El área original de la diócesis coincidía con los departamentos de Concordia, Federación y Colón, pero en 1972 fue creado el departamento Federal con parte de los de Concordia y La Paz, y en 1995 fue creado el departamento San Salvador con partes de los de Concordia, Colón y Villaguay. De esta manera los nuevos departamentos incorporaron territorios que continuaron perteneciendo a la arquidiócesis de Paraná. La Aldea San Isidro y la localidad de Conscripto Bernardi, ubicadas en la parte sur del distrito Banderas del departamento Federal, aunque pertenecen al territorio de la arquidiócesis de Paraná, la parroquia San Isidro Labrador que las comprende está pastoralmente sujeta a la diócesis de Concordia. El obispo de Concordia forma parte de la Conferencia Episcopal Argentina y la diócesis integra la región pastoral Litoral.
La sede de la diócesis se encuentra en la ciudad de Concordia, en donde se halla la Catedral de San Antonio de Padua.
En 2021 en la diócesis existían 30 parroquias agrupadas en 4 zonas pastorales. Cuenta además con 123 capillas y centros pastorales.
La curia de la diócesis tiene al vicario general de la diócesis y el canciller, ambos presbíteros, y compuesta además de los siguientes funcionarios a título profesional: ecónomo (un contador público), asesores legales (dos abogados), departamento inmobiliario (un corredor inmobiliario), una secretaria y un administrador. El obispado cuenta con tres vicarías episcopales (Educación, Catequesis, y Comunicación Social), cuatro consejos diocesanos (Colegios de Consultores, Consejo Presbiteral, Consejo Diocesano de Asuntos Económicos, y Consejo de Órdenes y Ministerios) y cuatro juntas diocesanas (Junta de Religiosos, Junta Diocesana de Catequesis, Junta Diocesana de Educación Católica y Junta Diocesana de Laicos). Cuenta también con el Camino Pastoral Diocesano y la Comisión Judicial. Para los asuntos judiciales internos de la diócesis existe el Tribunal Interdiocesano de Concordia y Gualeguaychú, con sede en esta última ciudad. En el barrio Villa Zorraquín de la ciudad de Concordia existe un seminario diocesano menor, el Centro Vocacional Diocesano San José, a cuyo frente se halla un rector.

## Historia

### Historia previa a la erección de la diócesis

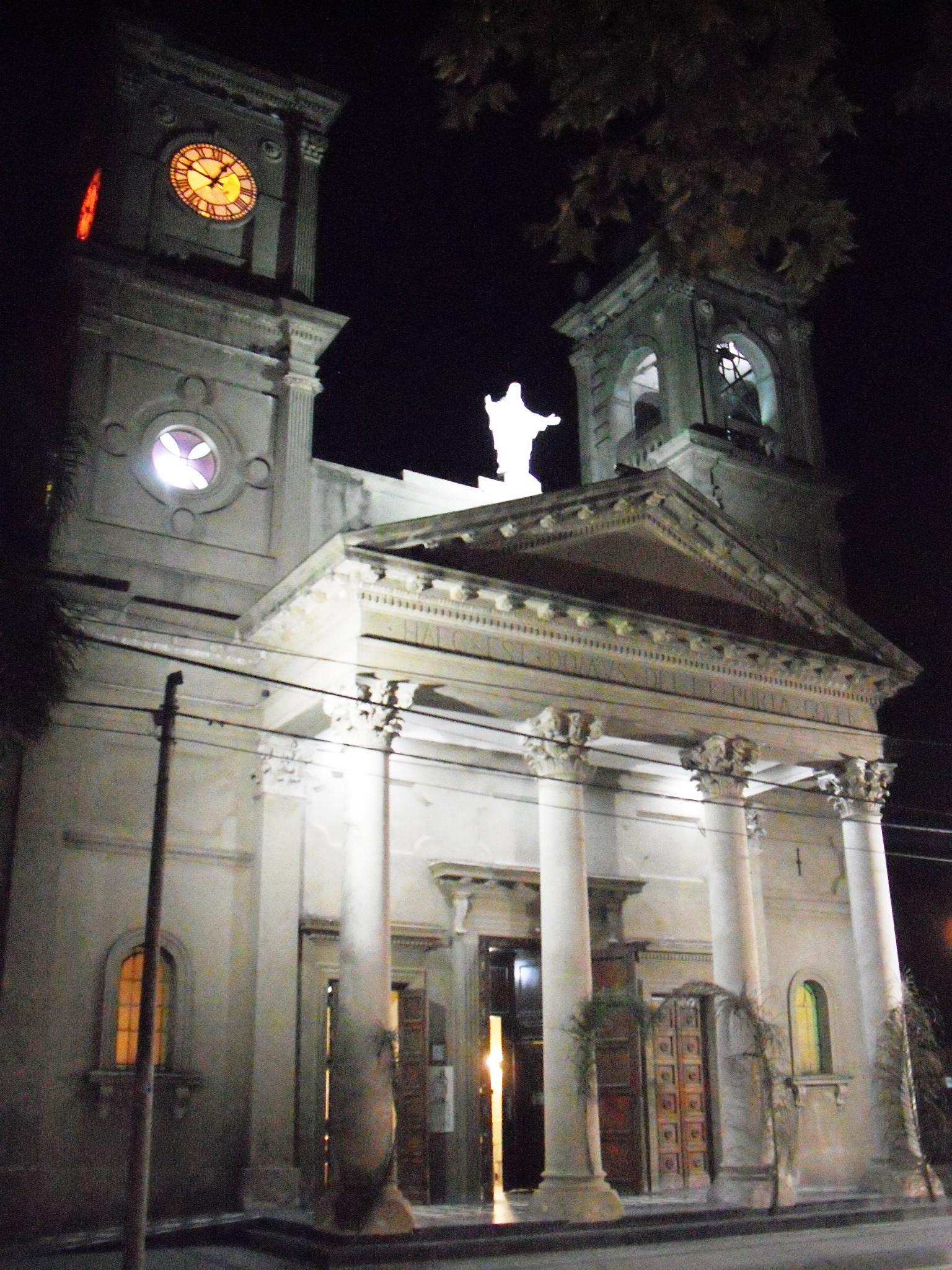
Parroquia de los Santos Justo y Pastor, Colón

En 1547 fue erigida la diócesis del Río de la Plata con sede en Asunción del Paraguay, comprendiendo teóricamente a la actual provincia de Entre Ríos.
En 1620 fue dividida la diócesis del Río de la Plata erigiendo las del Paraguay y Buenos Aires, quedando Entre Ríos en jurisdicción de esta última.
En los mapas publicados por el padre Furlong Cardiff se puede identificar un paradero denominado Ytú el cual existía, por lo menos, desde 1722 y posiblemente desde antes en el emplazamiento actual de la ciudad de Concordia. Los jesuitas erigieron un oratorio puesto bajo la advocación de san Antonio de Padua custodiado por una pequeña guarnición de indígenas guaraníes misioneros.
El 23 de octubre de 1730 el gobernador del Río de la Plata, Bruno Mauricio de Zabala, aprobó la erección de la parroquia de Nuestra Señora del Rosario en La Bajada (Paraná), siendo su primer párroco Francisco Arias Montiel, quien tomó posesión el 27 de mayo de 1731. Parte del territorio de la actual diócesis quedó comprendido dentro de su jurisdicción.
En 1768 se trasladó a la margen occidental del río Uruguay el embarcadero de San Antonio del Salto Chico que se había erigido en la otra margen del río, emplazándose en el mismo lugar que el paradero Ytú y conservando el oratorio dedicado a San Antonio de Padua.
Entre 1776 y 1777 Juan de San Martín fundó las estancias de Concepción de Mandisoví (en las cercanías de la actual ciudad de Federación) y Jesús del Yeruá (al sur de Concordia) restaurándose la ruta oriental de la yerba mate y el puerto de San Antonio del Salto Chico, en este puerto eran embarcadas las mercaderías que llegaban por tierra desde Yapeyú. Entre 1778 y 1782 la zona quedó efectivamente poblada e integrada en la gobernación de las Misiones Guaraníes cuyo límite sur se estableció en el arroyo Yeruá. De esta forma la región entre los ríos Uruguay y Gualeguay al sur del río Mocoretá y hasta el arroyo Yeruá (hoy parte de la diócesis) quedó bajo la dependencia de la parroquia de Nuestra Señora de los Reyes, en Yapeyú.
En la capilla de la estancia de Mandisoví se veneraba una imagen de Nuestra Señora de la Inmaculada Concepción que Juan de San Martín hizo llevar desde Yapeyú, tallada por indígenas misioneros en un tronco de ceibo, la misma se encuentra hoy en la iglesia principal de Federación y fue nombrada por el papa Juan Pablo II como patrona de la diócesis de Concordia. Alrededor del casco de la estancia y de la capilla se fue instalando el poblado de Mandisoví.
El 28 de setiembre de 1780 el obispo de Buenos Aires, Sebastián Malvar y Pinto, erigió la parroquia de Arroyo de la China (instalada el 1 de noviembre de 1781), que asumió jurisdicción al sur del arroyo Yeruá.
En 1805 la capilla de Mandisoví fue declarada tenencia de parroquia. El 10 de febrero de 1806 el obispo de Buenos Aires Benito de Lué y Riega declaró curato independiente a Mandisoví y viceparroquia a San Antonio del Salto Chico.
El 24 de noviembre de 1824 la viceparroquia a San Antonio del Salto Chico fue erigida en parroquia de San Antonio de Padua. El 17 de junio de 1832 se trasladó al centro de la nueva villa de Concordia, fundada ese año, siendo su párroco el padre Mariano José del Castillo.
En febrero de 1847, al comenzar el traslado del pueblo de Mandisoví, el curato fue erigido en parroquia de la Inmaculada Concepción en el nuevo pueblo de Federación.
El 4 de agosto de 1858 se erigió el vicariato apostólico de la provincia de Entre Ríos, Corrientes (con Misiones) y Santa Fe, independizándolo de la jurisdicción eclesiástica del obispado de Buenos Aires.
Por la bula Vel a primis de 13 de junio de 1859 de Pío IX, el vicariato fue erigido en la diócesis de Paraná, estableciéndose el 18 de marzo de 1860.
En 1866 Buenos Aires fue erigida en provincia eclesiástica (arquidiócesis), pasando Paraná a ser una de sus sufragáneas.
El 14 de junio de 1876 fue erigida la parroquia de los Santos Justo y Pastor, en Colón.
El 28 de setiembre de 1890 se erigió la parroquia de Nuestra Señora del Rosario, en Villa del Rosario.
El 13 de junio de 1899 fue inaugurado el nuevo templo de San Antonio de Padua, futura iglesia catedral.
La parroquia de San José, en Villa San José, fue erigida el 9 de noviembre de 1901.
El 15 de junio de 1912 fue erigida la parroquia de Santa Rosa de Lima, en Chajarí.
El 19 de diciembre de 1924 fue erigida la parroquia del Sagrado Corazón de Jesús, en Concordia, y el 25 de marzo de 1928 la de Nuestra Señora de Pompeya, en la misma ciudad.
Por la bula Nobilis Argentinae Nationis del 20 de abril de 1934, Paraná fue convertida en arquidiócesis metropolitana.
El 1 de diciembre de 1936 fue erigida la parroquia de Santa Rosa de Lima, en Federal.
El 3 de octubre de 1937 fue erigida la parroquia de Santa Teresita del Niño Jesús, en San Salvador.

### Desde la erección de la diócesis
La diócesis de Concordia fue erigida canónicamente por el papa Juan XXIII por medio de la bula Dum in nonnullis del 10 de abril de 1961 con parte del territorio perteneciente a la arquidiócesis de Paraná. El Gobierno argentino cumpliendo con el concordato con la Santa Sede, firmó el decreto n.º 8328 del 18 de septiembre de 1961 otorgando el pase a la bula, luego el Congreso argentino autorizó la erección de la diócesis por medio de la ley n.º 15804 del 17 de mayo de 1961.

Ab archidioecesi Paranensi territorium separamus quod civilibus regionibus, vulgo Departamentos cognominatis, continetur: Concordia, Federación et Colón. His regionibus novam dioecesim constituimus Foroconcordianam appellandam, iisdemque finibus terminandani ac regiones civiles e quibus coalescit. Quae sequentibus Ecclesiis erit confinis: ad septemtriones, dioecesi Goyanensi; ad orientem solem, flumini Uruguay; ad meridiem, dioecesi Gualeguaychensi; ad occidentem denique Sedi metropolitanae Paranensi. Novae Ecclesiae sedes et Episcopi domicilium in urbe Concordia erit; cathedra vero episcopalis potestatis in templo S. Antonii Patavini collocabitur, quod in eadem est civitate quodque nempe ad dignitatem cathedralis aedis tollimus, cum debitis iuribus et privilegiis. Praeterea modo condita dioecesis suffraganea erit metropolitanae Sedi Paranensi, cuius sacro Praesuli Episcopus Foroconcordianus obnoxius subdetur.
Parte de la bula Dum in nonnullis

Su primer obispo, Ricardo Rösch, fue nombrado el mismo día de la erección de la diócesis, tomando posesión de la misma el 18 de noviembre de 1961. Fue su titular hasta su fallecimiento el 21 de agosto de 1976.
El 14 de agosto de 1963 fue erigida la parroquia del Sagrado Corazón de Jesús, en San Jaime de la Frontera.
El 4 de enero de 1969 fue erigida la parroquia María Auxiliadora, en Chajarí.
El segundo obispo, Adolfo Gerstner, fue nombrado por el papa Pablo VI el 24 de enero de 1977, tomando posesión el 27 de marzo de 1977. Renunció por límite de edad el 2 de mayo de 1998, siendo sucedido por Héctor Sabatino Cardelli, trasladado desde la arquidiócesis de Rosario (donde era obispo auxiliar) por el papa Juan Pablo II el 2 de mayo de 1998, tomando posesión el 4 de julio de ese año. El 21 de febrero de 2004 fue trasladado a la diócesis de San Nicolás de los Arroyos, por lo que Juan Pablo II nombró al obispo auxiliar de Rosario, Luis Armando Collazuol el 21 de julio de 2004. Este tomó posesión de la diócesis el 11 de octubre de 2004.
En 1979 se realizó la primera peregrinación diocesana a pie hasta el santuario en Federación, que se ha mantenido en agosto de cada año desde entonces congregando a miles de fieles.
El 8 de septiembre de 1980, con la carta apostólica Venerabilis Frater del papa Juan Pablo II fue confirmada la beata María Virgen Inmaculada de la Concordia (Beata Maria Virgo Immaculata a Concordia) como patrona principal de la diócesis.

## Estadísticas

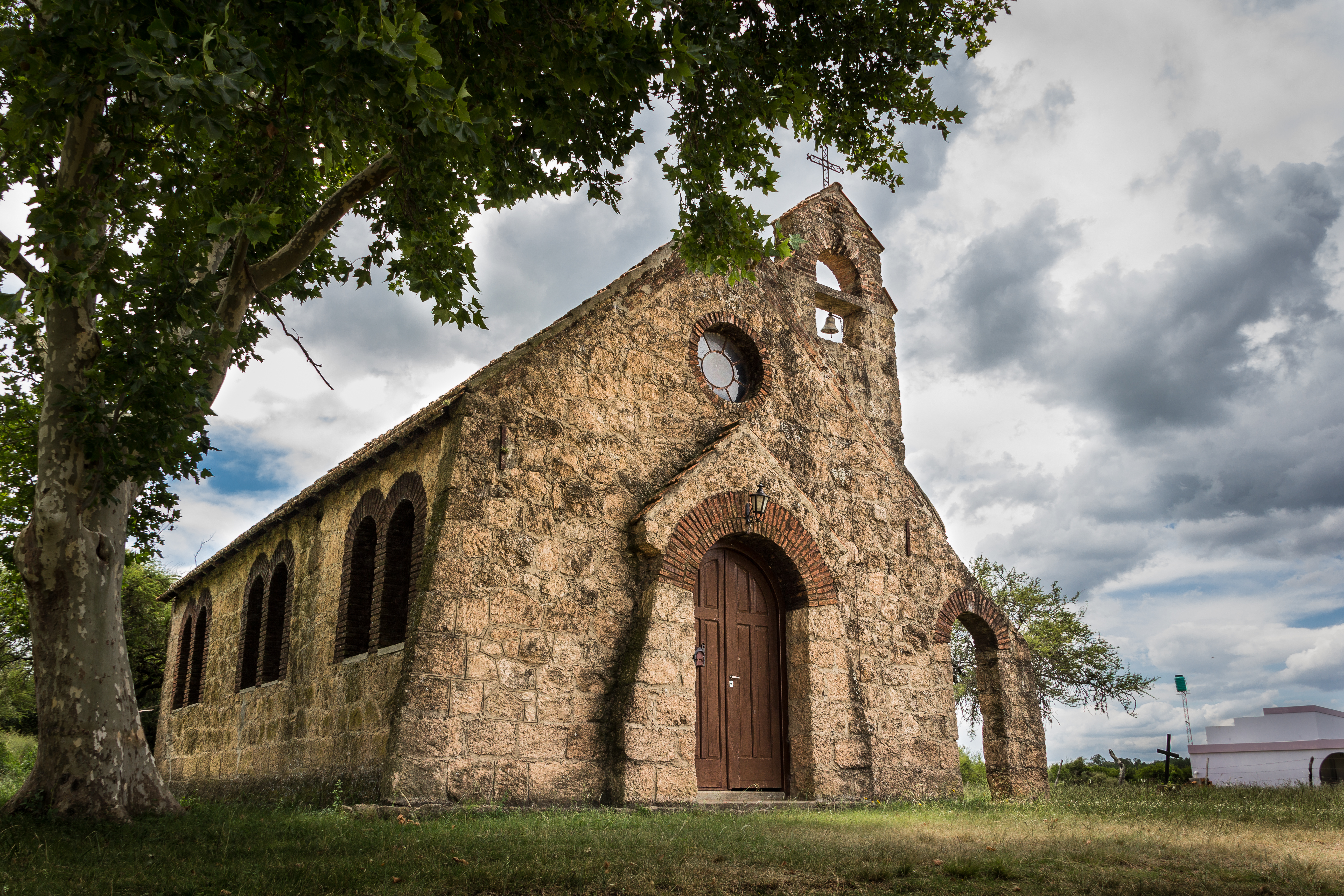
Iglesia en Colón

Según el Anuario Pontificio 2022 la diócesis tenía a fines de 2021 un total de 291 200 fieles bautizados.
| Año                                                                             | Población            | Población | Población      | Sacerdotes | Sacerdotes    | Sacerdotes    | Bautizados por sacerdote | Diáconos permanentes | Religiosos | Religiosos | Parroquias |
| Año                                                                             | Bautizados católicos | Total     | % de católicos | Total      | Clero secular | Clero regular | Bautizados por sacerdote | Diáconos permanentes | Varones    | Mujeres    | Parroquias |
| ------------------------------------------------------------------------------- | -------------------- | --------- | -------------- | ---------- | ------------- | ------------- | ------------------------ | -------------------- | ---------- | ---------- | ---------- |
| 1961                                                                            | ?                    | 190 000   | ?              | 25         | 20            | 5             | ?                        |                      | 5          |            | 12         |
| 1970                                                                            | 190 000              | 208 000   | 91.3           | 46         | 29            | 17            | 4130                     |                      | 19         | 120        | 13         |
| 1976                                                                            | 220 000              | 250 000   | 88.0           | 49         | 43            | 6             | 4489                     |                      | 14         | 117        | 23         |
| 1980                                                                            | 229 000              | 261 000   | 87.7           | 42         | 35            | 7             | 5452                     |                      | 14         | 106        | 23         |
| 1990                                                                            | 238 000              | 269 000   | 88.5           | 46         | 38            | 8             | 5173                     |                      | 14         | 106        | 23         |
| 1999                                                                            | 254 000              | 289 000   | 87.9           | 47         | 44            | 3             | 5404                     |                      | 4          | 127        | 28         |
| 2000                                                                            | 233 000              | 265 000   | 87.9           | 45         | 42            | 3             | 5177                     |                      | 4          | 115        | 29         |
| 2001                                                                            | 232 000              | 265 000   | 87.5           | 44         | 41            | 3             | 5272                     |                      | 4          | 101        | 29         |
| 2002                                                                            | 243 000              | 270 000   | 90.0           | 46         | 40            | 6             | 5282                     |                      | 8          | 101        | 29         |
| 2003                                                                            | 265 000              | 270 000   | 98.1           | 47         | 41            | 6             | 5638                     |                      | 10         | 101        | 29         |
| 2004                                                                            | 265 000              | 275 000   | 96.4           | 46         | 41            | 5             | 5760                     |                      | 9          | 101        | 29         |
| 2006                                                                            | 272 000              | 303 000   | 89.8           | 48         | 45            | 3             | 5666                     |                      | 3          | 24         | 30         |
| 2013                                                                            | 292 700              | 324 000   | 90.3           | 48         | 48            |               | 6097                     |                      | 4          | 50         | 30         |
| 2016                                                                            | 301 739              | 334 591   | 90.2           | 44         | 44            |               | 6857                     |                      |            | 38         | 30         |
| 2019                                                                            | 311 160              | 345 000   | 90.2           | 46         | 46            |               | 6764                     | 4                    |            | 37         | 30         |
| 2021                                                                            | 291 200              | 322 900   | 90.2           | 47         | 46            | 1             | 6195                     | 4                    | 1          | 27         | 30         |
| Fuente: Catholic-Hierarchy, que a su vez toma los datos del Anuario Pontificio. |                      |           |                |            |               |               |                          |                      |            |            |            |

La diócesis cuenta con el santuario de María Inmaculada de la Concordia en Federación, la iglesia de Nuestra Señora de los Ángeles en Concordia de la orden capuchina, un monasterio femenino en Villa Zorraquín (Monjas Descalzas de la Orden de la Bienaventurada Virgen María del Monte Carmelo), diez casas de religiosas (8 en Concordia: Fundación Manos Abiertas, Hermanas Misioneras de la Divina Misericordia, Hermanas Adoratrices del Santísimo Sacramento, Hermanas Educacionistas de la Tercera Orden de San Francisco —en Villa Zorraquín—, Casa Madre Camila de las Hermanas Pobres Bonaerenses de San José, Hermanas Terceras Mercedarias del Niño Jesús, Hijas de María Religiosas de las Escuelas Pías, Instituto Secular Siervas de Dios Misericordia; una en Aldea San Isidro: Hermanas Franciscanas de la Inmaculada Concepción de María de Bonlanden; y una en Colón: Hermanas Misioneras de San Francisco Javier) 
En cuanto a la educación existen en la diócesis 34 escuelas primarias (9 en Chajarí, 12 en Concordia, 2 en Federal, 1 en San José, 1 en Villa Elisa, 1 en Colón, 1 en San Salvador, 1 en Federación, 1 en El Cimarrón, 1 en Villa del Rosario, 3 en barrios periféricos de Concordia: Villa Zorraquín, Cambá Paso, y Benito Legerén), 22 secundarias (1 en San José, 10 en Concordia, 5 en Chajarí, 1 en San Jaime de la Frontera, 1 en El Cimarrón, 1 Federación, 2 en Federal y 1 en Colón) y 3 terciarias (1 en Chajarí, 2 en Concordia). Existen además 27 instituciones vinculadas a la diócesis, entre ellas un cementerio en Villa Zorraquín, la Fundación María de la Concordia y 6 emisoras de radio.

## Episcopologio
- Ricardo Rösch † (12 de junio de 1961-21 de agosto de 1976 falleció)
- Adolfo Gerstner † (24 de enero de 1977-2 de mayo de 1998 retirado)
- Héctor Sabatino Cardelli † (2 de mayo de 1998-21 de febrero de 2004 nombrado obispo de San Nicolás de los Arroyos)
- Luis Armando Collazuol (21 de julio de 2004[15] -21 de junio de 2023 retirado)
- Gustavo Gabriel Zurbriggen, desde el 21 de junio de 2023